# Luis Izzeta
Luis Izzeta (de son vrai nom Lucas M. Izzeta), né en 1903 et mort à une date inconnue, était un joueur de football international argentin qui évoluait au poste d'attaquant.

## Carrière
On connaît peu de choses sur sa vie, sauf qu'il évolue au Club Atlético Defensores de Belgrano lorsqu'il est convoqué par l'entraîneur italien Felipe Pascucci pour participer avec l'équipe d'Argentine à la coupe du monde 1934 en Italie, où la sélection argentine ne passe pas le 1er tour.